# 東雲座カンパニー
東雲座カンパニー（しののめざカンパニー）は、イベントを企画・管理するイベント企画会社である。旧称は「スタンバイ」。本社所在地は愛知県豊橋市。

## 概要
東三河を拠点に、愛知県・静岡県で、強い影響力を持ち事業を展開する総合イベント企画会社である。
穂の国とよはし芸術劇場PLATなどでの、イベント企画や舞台管理（照明、音響、大道具、舞台演出、舞台監督）を中核事業とし、他にも映像製作事業、ポスター等の印刷物の制作事業や、社内の出版事業部「これから出版」などの、事業を展開する企業である。

## 沿革
- 1988年（昭和63年）10月 - 豊橋市に株式会社スタンバイとして設立。
- 2008年（平成20年）3月 - スタッフシロタを合併し、郷土の伝統文化を発展継承して行くにあたって、廃業した東雲座 (豊橋市)の名前を受け継ぎ、社名を東雲座カンパニーに改称。念願であった出版事業を「これから出版」として発足させた。[4][注釈 1]

## これから出版
東雲座カンパニーの社内部門で、愛知県豊橋市の地方出版社であり、東三河を中心とした地元の作家、地元の歴史を発信している。これまでの刊行本は「ハイネさん ISBN 978-4903988085」、「豊川海軍工廠の記録 ISBN　978-4-903988-07-8」、「戦火のラブレター ISBN 978-4903988023」など、太平洋戦争の戦中、戦時下を、題材にした本が多い。「ハイネさん ISBN 978-4903988085」は、日本自費出版文化賞（小説部門）を受賞している。

## 窓の会
「窓の会」は、毎月第3木曜日に開催され、会毎にテーマを決め報告者が報告し参加者と質疑応答するサロン的な会である。「窓の会」の”窓”は東海日日新聞発起人の一人で、雑誌「燕雀」を主宰し豊橋の言論界、郷土史に多大な貢献をした杉田有窓子に因み”窓”の一字を採用して名付けられた。「窓の会」は機関紙として「窓の会」を「これから出版」から奇数月に隔月刊行している。